# 茨城県道134号鴻野山豊岡線
茨城県道134号鴻野山豊岡線（いばらきけんどう134ごう こうのやまとよおかせん）は、茨城県常総市内の一般県道である。

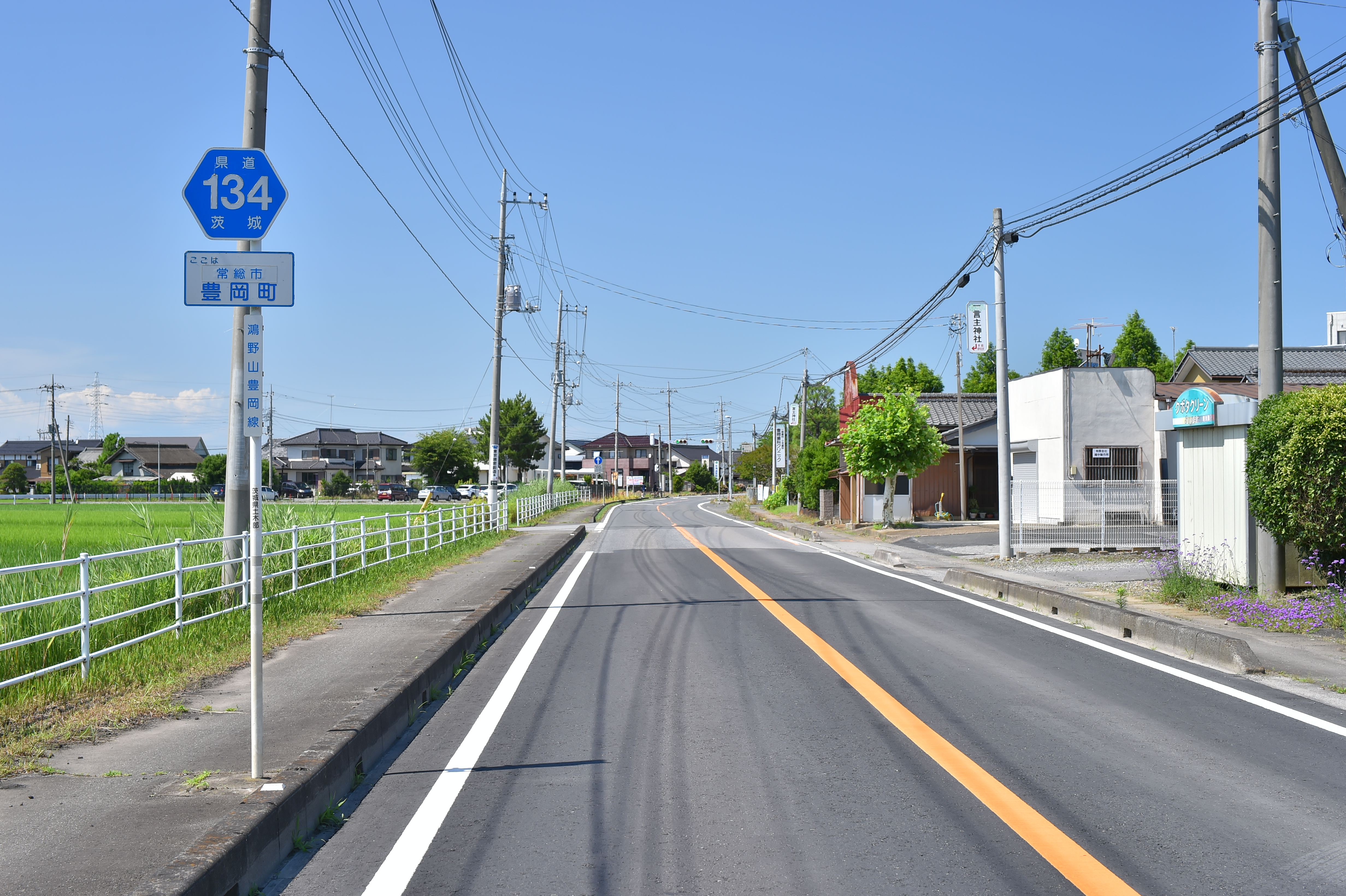
茨城県道134号鴻野山豊岡線・常総市豊岡町（2023年7月）

## 概要

### 路線データ
- 起点：茨城県常総市鴻野山（茨城県道24号土浦境線交点）[1]
- 終点：茨城県常総市豊岡町（国道354号交点）[1]
- 総延長：12.400 km[2]
- 重用延長：0.088 km[2]
- 未供用延長：なし[2]
- 実延長：12.312 km[2]
- 自動車交通不能区間延長[注釈 1]：なし[2]

## 歴史
1959年（昭和34年）10月14日、新たな県道として結城郡石下町大字鴻野山を起点とし、水海道市を終点とする区間を本路線とする県道鴻野山水海道線として茨城県が県道路線認定した。
2006年（平成18年）に路線名称を県道鴻野山豊岡線に変更して現在に至る。

### 年表
- 1930年（昭和5年）2月11日：現在の路線の前身に当たる（旧）鴻野山水海道線が路線認定される。
- 1959年（昭和34年）10月14日
現在の路線が県道鴻野山水海道線（図面対象番号99）として路線認定される[3]。
道路の区域は、結城郡石下町大字鴻野山の県道境石下線（現在の県道土浦境線にあたる）分岐から水海道市豊岡町の主要地方道土浦野田線（現在の国道354号にあたる）交点までと決定された[1]。
- 1995年（平成7年）3月30日：整理番号が整理番号158から現在の番号（整理番号134）に変更される[4]。
- 2006年（平成18年）4月1日：路線名称を、現在の鴻野山豊岡線に改称[5]。

## 路線状況
鴻野山側の北半分の区間は、東仁連川の右岸沿いの土手の上に道路がある。この区間は特に道路幅が狭く、場所によっては4輪車のすれ違いが難しい場合もあるので通行に注意を要する。
道路法の規定に基づき、常総市豊岡町（水海道西武病院） - 同（西中入口交差点）間は、緊急輸送道路として機能を維持するため、災害発生時の被害拡大防止を目的に道路用地内に電柱を建てることが制限されている。

### 道路施設
- 天神橋（東仁連川、常総市五郎兵衛新田町 - 大生郷町）

## 地理

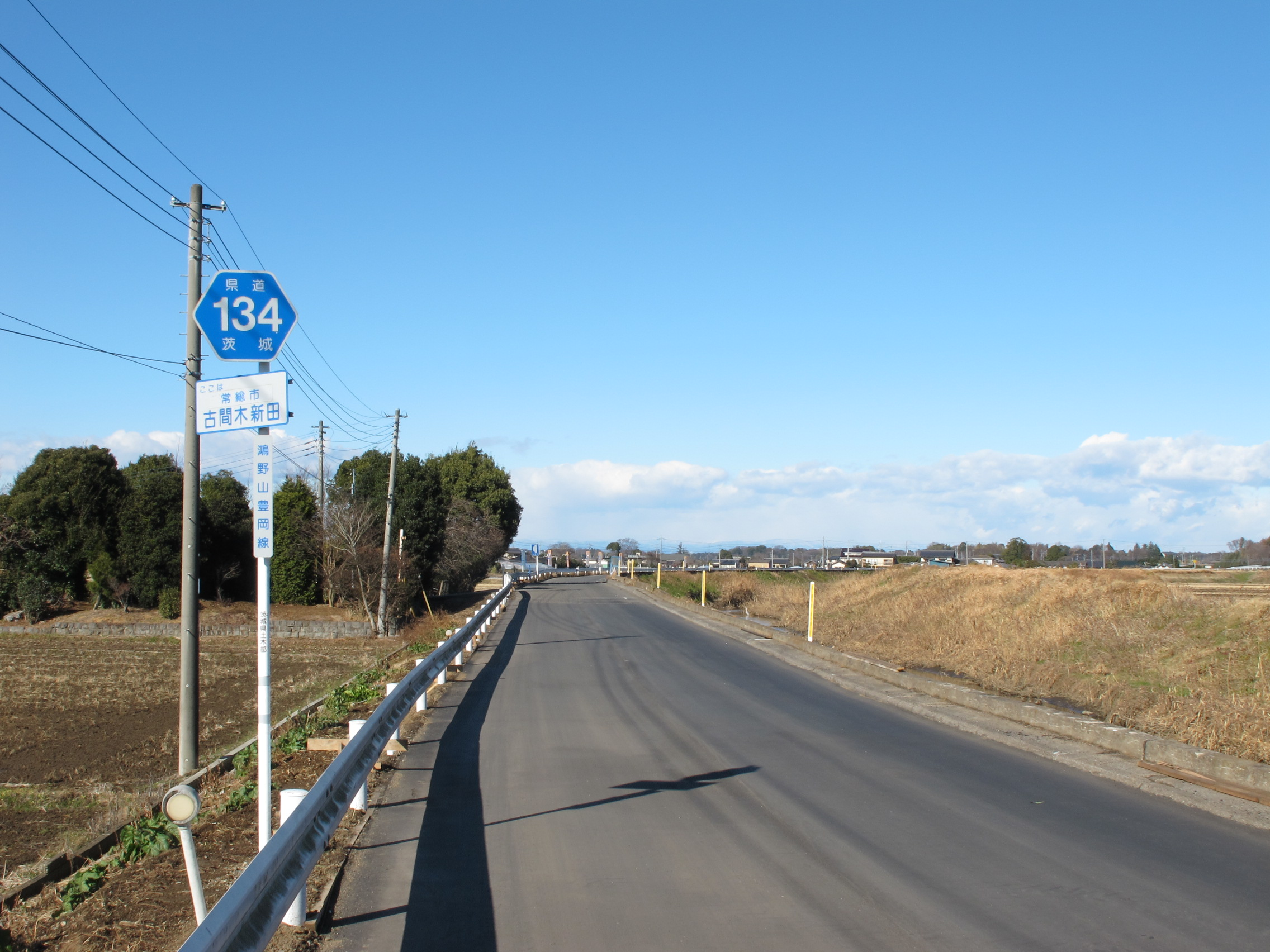
常総市古間木新田（2013年12月）

### 通過する自治体
- 常総市

### 交差する道路
- 茨城県道136号高崎坂東線（常総市古間木新田）
- 茨城県道123号土浦坂東線（常総市大生郷新田町）
- 水海道有料道路（常総市豊岡町）

### 沿線
- 安楽寺（常総市大輪町）
- 大生郷天満宮（常総市大生郷町）